# Wolfgang Eichel
Wolfgang Eichel (* 13. August 1910 in Thorn; † 16. Mai 1989) war ein deutscher Sporthistoriker und Hochschullehrer.

## Leben
Eichel studierte in Berlin, Königsberg und Greifswald Deutsch, Fremdsprachen und Leibeserziehung. Er wurde 1948 zum Direktor des Sportinstituts der Universität Greifswald und 1949 zum Dozenten ernannt, er lehrte in den Fächern Soziologie, Ästhetik, Psychologe der Leibesübungen und Methodik der körperlichen Erziehung. von Mai bis September 1949 war er zudem Vorsitzender des Sportvereins HSG Universität Greifswald. Er war während seiner Greifswalder Zeit ebenfalls im Kreissportausschuss engagiert. Eichel veröffentlichte Schriften über Schwimmunterricht und zur Leistungsermittlung im Schulturnen, darüber hinaus außerhalb des Sports auch Gedichte und Novellen, rief zwei literarische Zeitschriften ins Leben und gab wissenschaftliche Aufsätze zur Stil-Theorie in der Geniezeit heraus.
Im Oktober 1950 übernahm Eichel die Leitung des Instituts für Körpererziehung und Schulhygiene an der Humboldt-Universität zu Berlin. 1954 schloss er dort seine Doktorarbeit über die Entstehung des modernen Olympismus ab und war damit die erste Person, die an diesem Institut promovierte.
1958 wechselte er an die Deutsche Hochschule für Körperkultur (DHfK) nach Leipzig und wurde Leiter des Instituts für Geschichte der Körperkultur. Er legte an der DHfK dank einer Sonderregelung seine Habilitation ab, bevor die Hochschule im Oktober 1965 das Habilitationsrecht erhielt. Das Thema seiner Schrift lautete „Vom ‚Allgemeinen Deutschen Turnerbund‘ zur ‚Deutschen Turnerschaft’: eine entscheidende Wende in der Geschichte der deutschen Körperkultur (1849–1871)“.
An der DHfK befasste er sich unter anderem mit der Geschichte der Turn- und Sportfeste in der DDR, der Geschichte der Körperkultur als sportwissenschaftliche Disziplin, der Geschichtspropaganda als Aufgabe von Sporthistorikern, dem Sport der Arbeiterklasse, Lenin und Sport, dem Sport in der Antike und der Person Pierre de Coubertin. In den 1980er und zu Beginn der 1990er Jahre brachte er in mehreren Auflagen das Lehrwerk „Die Geschichte der Körperkultur in Grundzügen“ heraus.
Von 1960 bis 1989 war Eichel Vizepräsident der Gesellschaft zur Förderung des Olympischen Gedankens in der DDR. Zudem gehörte er dem NOK der DDR an.